# 托托洛·加博尔
托托洛·加博尔（匈牙利語：Totola Gábor，1973年12月10日—），匈牙利男子击剑运动员。他曾代表匈牙利参加1992年夏季奥林匹克运动会击剑比赛，获得男子团体重剑银牌。